# Jüdische Elementarschule (Gailingen am Hochrhein)
Die Jüdische Elementarschule in Gailingen am Hochrhein, einer Gemeinde im Landkreis Konstanz in Baden-Württemberg, war eine Elementarschule, die 1815 eingerichtet wurde.

## Geschichte
Die Schule wurde von der Jüdischen Gemeinde Gailingen am Hochrhein unterhalten. Das badische Judenedikt von 1809 gestattete den jüdischen Gemeinden, eigene Schulen zu errichten, sofern sie die Kosten dafür übernahmen.
Die Schule befand sich zunächst im Haus Steiner in der Brühlstraße. 1845 bis 1847 wurde gegenüber der Synagoge ein jüdisches Schulhaus mit drei Klassenzimmern und den Wohnungen für den Rabbiner und den Religionslehrer erbaut. Im Untergeschoss wurde eine Mikwe eingerichtet.
Die jüdischen Elementarschulen wurden mit der Einführung der Simultanschulen im Großherzogtum Baden im Jahr 1876 aufgelöst. Die jüdische Schule in Gailingen am Hochrhein wurde bis in die 1920er Jahre als Religionsschule weitergeführt.
Nach 1876 wurde das Schulgebäude für die jüdische Religionsschule und für den Unterricht der staatlichen Schule genutzt. Das Gebäude in der Ramsener Straße 12 ist erhalten, es dient heute als Bürgerhaus.

## Jüdisches Museum Gailingen
In den Räumen des Bürgerhauses wurde 2009 bis 2014 das Jüdische Museum Gailingen eingerichtet, das die jüdische Geschichte in Gailingen und im Hegau darstellt.